# Пливуть моржі
«Пливуть моржі» («Плывут моржи») — радянський художній фільм 1980 року, знятий режисером Анатолієм Васильєвим на кіностудії «Ленфільм».

## Сюжет
Коли молода вчена Ніна Клементіївна створювала свою лабораторію, Зоя стала їй вірним та відданим помічником. Через багато років, виростивши трьох дітей, лаборантка Зоя Дмитрівна зустрічає Сан Санича добру, але безвільну людину. А стосунки з Ніною Климентьєвою руйнуються.

## У ролях
- Люсьєна Овчинникова — Зоя Дмитрівна
- Андрій Дударенко — Сан Санич
- Людмила Арініна — Ніна Климентьєвна Чагіна
- Дмитро Харатьян — Льонька, син Зої Дмитрівни
- Ізабелла Чиріна — роль другого плану
- Є. Коршун — роль другого плану
- Олександра Яковлєва — Іра
- Є. Єгорова — роль другого плану
- З. Савченко — роль другого плану
- Ніна Скоморохова — роль другого плану
- Гелена Івлієва — кастелянша
- Володимир Дятлов — роль другого плану
- Валентин Букін — роль другого плану
- Володимир Міхельсон — роль другого плану
- Світлана Кірєєва — буфетниця
- Олеся Іванова — роль другого плану
- Людмила Безугла — роль другого плану
- Людмила Молокова — роль другого плану
- Л. Ісаченко — роль другого плану
- С. Ковальова — роль другого плану
- Л. Нерукова — роль другого плану
- Т. Федорова — роль другого плану
- Є. Бортеньова — роль другого плану
- Олена Бєляєва — роль другого плану
- Олександр Бахаревський — науковий співробітник
- Л. Рейнгольд — епізод
- Віра Новикова — епізод
- С. Бикова — епізод
- К. Люсточкін — епізод
- Ірина Краславська — епізод
- Коля Гребньов — епізод
- Сніжана Куксіна — епізод

## Знімальна група
- Режисер — Анатолій Васильєв
- Сценарист — Тетяна Калецька
- Оператор — Іван Багаєв
- Художник — Володимир Костін